# Смоленский округ
Смоленский (Ярцевский) округ — административно-территориальная единица Западной области РСФСР, существовавшая в 1929—1930 годах.
Смоленский округ был образован 1 октября 1929 года. Центром округа был назначен город Смоленск.
Округ был разделён на 18 районов:
- Батуринский
- Глинковский
- Гриневский
- Демидовский
- Дорогобужский
- Духовщинский
- Ельнинский
- Кардымовский
- Касплянский
- Катынский
- Краснинский
- Монастырщинский
- Понизовский
- Пречистенский
- Руднянский
- Сафоновский
- Слободской
- Ярцевский

12 мая 1930 года Смоленский округ был переименован в Ярцевский округ, а его центр перенесён в город Ярцево.
30 июля 1930 года Ярцевский округ, как и большинство остальных округов СССР, был упразднён. Его районы отошли в прямое подчинение Западной области.